# Senát republiky (Itálie)
Senát republiky (italsky: Senato della Repubblica) je horní komora Parlamentu Itálie (Parlamento della Repubblica Italiana). Sestává z 315 křesel pro zvolené senátory, nepočítaje doživotně jmenované politiky. Funkční období je pětileté. V ústavním systému Itálie je postavení Senátu rovnocenné dolní komoře, kterou je Poslanecká sněmovna, což je výjimečné v parlamentních politických systémech demokratických států. Vláda musí o vyslovení důvěry požádat obě komory, jedná se o příklad tzv. dokonalého bikameralismu. Volby se do obou zastupitelských sborů uskutečňují současně. Naposledy tomu bylo 4. března 2018.
Ve své současné podobě byl Senát založen 8. května 1948. Existoval však již v Italském království pod názvem Senato del Regno (Senát království). Senátory doživotně jmenoval král (na návrh vlády) a to z osob starších 40 let z vybraných skupin obyvatel. Počet senátorů nebyl omezen. Senátory byli také mužští členové královské rodiny starší 21 let.
Prezident Italské republiky může jak horní tak dolní komoru Parlamentu rozpustit před uplynutím volebního období, pokud žádná vláda není schopna získat důvěru.
Sídlem Senátu je Palazzo Madama v Římě. Současnou předsedkyní Senátu je 71letá Elisabetta Caselatti ze strany Forza Italia, která byla zvolena 24. března 2018. Je první ženou v tomto úřadě v historii Itálie. Jejím předchůdcem byl Pietro Grasso ze strany Liberi e Uguali. Předseda Senátu v případě uvolnění úřadu prezidenta republiky zastává jeho funkci.

## Volební systém
Zákon č. 270 z roku 2005 změnil stávající většinový volební systém, který byl praktikován od vzniku „druhé republiky“ z počátku 90. let 20. století, na smíšený podmíněný systém. Ve volbách do Senátu dochází ke kombinaci tří modelů.
Z celkového počtu 315 mandátů je 301 senátorů voleno v přímých volbách 18 regionů (volebních obvodů). Jeden mandát je přidělen na základě zákona v regionu Valle d'Aosta a sedm mandátů je určeno pro křesla v regionu Trentino Alto Adige. Italové žijící v zahraničí volí šest senátorů. Uzavírací klauzule pro samostatné politické strany činí 8 % platných hlasů v daném regionu, pro koalice 20 % platných hlasů v regionu. Politický subjekt, který kandidoval v koalici, jež získala přes 20 %, pak musí dosáhnout v daném regionu alespoň 3 % hlasů. Pokud vítězná strana v konkrétním regionu neobdrží 55 % mandátů, pak je uplatněna tzv. většinová prémie, která vítězi voleb zaručuje tuto většinu (tedy existuje 17 většinových prémií).
Prezident republiky navíc může ex lege jmenovat pro jedno volební období až pět doživotních senátorů, kteří zvyšují absolutní počet křesel nad 315. Ze zákona se pak všichni bývalí prezidenti republiky stávají také doživotními senátory.
Volit senátory mohou občané starší 25 let věku (aktivní volební právo) a voleni mohou být občané po dovršení 40 let věku (pasivní volební právo).
K roku 2010 měl Senát celkově 322 členů, 315 senátorů a 7 doživotních senátorů. Na začátku 2013 měli titul doživotních senátorů Emilio Colombo (bývalý předseda vlády) a bývalý eurokomisař Mario Monti. Jako bývalý prezident republiky zde s tímto titulem zasedal Carlo Azeglio Ciampi. Senátor Colombo zemřel v červnu 2013. V srpnu téhož roku jmenoval tehdejší prezident Giorgio Napolitano čtyři doživotní senátory: architekta Renza Piana, dirigenta Claudia Abbada (zemřel), bioložku Elenu Cattaneovou a fyzika Carla Rubbiu.

### Předseda
- Maria Elisabetta Albertiová Casellatiová